# 아라키 유코
아라키 유코(일본어: 新木 優子, 1993년 12월 15일 ~ )는 일본의 배우, 모델이다.
도쿄도 출신. 스타더스트 프로모션 소속.

## 내력
초등학교 때 스카우트된다.
2008년 5월, 《닻을 던져라》로 영화 첫 주연.
일본 신흥 종교 “행복의 과학” 신자이다.

## 출연

### 영화
- 닻을 던져라 (2008년, 도쿄 예술 대학 대학원 영상 연구과) - 주연·나오미 역
- 파랑새 (2008년, 닛카츠) - 카타야마 마이 역
- 고백 (2010년, 토호)
- 거짓말쟁이 미 군과 고장 난 마 짱 (2011년, 카도카와 영화)
- 소녀들이여 (2011년, MOTHER.FILM)
- 스쿨 걸·콤플렉스-방송부 편- (2013년, SDP) - 에리구치 후타바 역
- 용서 못해, 보고 싶어 (2013년, SDP) - 하시모토 마리 역
- 가족 놀이 (2015년)
- 풍문 (2015년, 프로젝트 던) - 주연·쿠루미 역
- 울보 광대의 결혼식 (2016년, 스루키토스) - 이나바 마키 역
- 인턴! (2016년, BS-TBS) - 주연·카와쿠라 하루카 역
- 우리의 밥은 내일 기다리고 있어 (2017년, 아스믹 에이스) - 코하루 역
- 그 아이의, 포로 (2018년) - 주연·타치바나 시즈쿠 역
- 킹덤4: 대장군의 귀환 (2024년) - 규 역

### 드라마
- 리얼 클로즈 제7화 (2009년 11월 24일오칸사이 TV)
- 드래곤 청년단 (2012년 7월 ~ 9월, MBS) - 유카 역
- 가면라이더 위저드 제34 ~ 35화 (2013년 5월 5일 ~ 12일, TV 아사히) - 시미즈 치아키 역
- 언젠가 티파니에서 아침을 (2015년 10월 ~ 12월, 닛폰 TV) - 아라이 리사 역
  - 언젠가 티파니에서 아침을 Season2 (2016년 1월 ~ 3월)
- 프리즌 스쿨 (2015년 10월 ~ 12월, MBS) - 요코야마 안즈 역
- 집을 파는 여자 (2016년 7월 ~ 9월, 닛폰 TV) - 무로타 마도카 역
- 러브러브 에일리언 (2016년 7월 ~ 9월, 후지 TV) - 주연·이시바시 소노미 역
- CRISIS 공안 기동 수사대 특수반(2017년 4월 11일 ~ 6월 13일, 일본 KTV) - 주연-오오야마 레이 역

## 서적

### 잡지
- non-no (2014년 3월호 ~ , 슈에이샤) - 전속 모델

### 사진집
- 아라키 유코 photo book first. (2015년 12월 18일, 후타바샤)